# Ratpenat papallona d'Abo
El ratpenat papallona d'Abo (Glauconycteris poensis) és una espècie de ratpenat de la família dels vespertiliònids que es troba a Benín, el Camerun, la República Democràtica del Congo, Costa d'Ivori, Guinea Equatorial, Ghana, Guinea i Kenya.